# 卡拉-布乌拉区
卡拉布乌拉区是吉尔吉斯斯坦西北州份塔拉斯州下辖的一个区。该区面积为4,216平方（1,628平方英里），2009年常住人口为58,056人。该区治所位于Kyzyl-Adyr。